# 瓜加拉毛鼻鯰
瓜加拉毛鼻鯰，為輻鰭魚綱鯰形目毛鼻鯰科的其中一種，為熱帶淡水魚，分布於南美洲巴西Bracinho河流域，體長可達9.1公分，棲息在岩石底質、流動快速底層水域，生活習性不明。

## 扩展阅读
維基物種上的相關：瓜加拉毛鼻鯰